# Nya japanska religioner
Nya japanska religioner (japanska: 新宗教, Shinshūkyō) avser de religiösa rörelser som utvecklats i Japan under första delen av 1800-talet. Dessa rörelser står i kontrast till de etablerade religionerna, främst shinto och buddhism. Medan dessa äldre religioner är starkt centreras kring seder och normer för livets olika skeden, exempelvis vid dödsfall och begravningar, har de nya religionerna utvecklats utanför dessa mönster och bygger på individens omvändelse. De nya religionerna erbjuder nya budskap, nya läror och löften om frälsning eller befrielse.

## Historik

### Före Andra världskriget
Under mitten av 1800-talet blåste förändringens vindar över Japan och landet påbörjade en snabb och genomgripande moderniseringsprocess. Under den här processen uppstod sociala spänningar i samhället och flera nya religiösa rörelser tog form. Tre av de mest betydande var Tenrikyo, Kurozumikyo och Omoto, ibland även kallad Nihon Sandai Shinkōshūkyō De sociala spänningarna fortsatte att växa under Meijiperioden och påverkade det religiösa livet och dess institutioner. Att ta avstånd från den traditionella religiösa tron blev tillåtet, inte minst så blev det lagligt att utöva kristendom (efter ett 250-årigt förbud) och missionärer från olika kristna kyrkor kom åter till landet.

## Exempel på nya japanska religioner
- Aum Shinrikyo
- Happy Science
- Konkokyo
- Omoto
- PL Kyodan
- Seicho no Ie
- Mahikari
- Shinji Shūmeikai
- Shinreikyo
- Shumei
- Soka Gakkai

### Fotnoter
1. ↑  Reader, Ian: Nya japanska religioner, i Nya religioner. En uppslagsbok om andliga rörelser, sekter och alternativ andlighet. Libris 2004